# 湛江晚报
《湛江晚报》（英語：Zhanjiang Evening News，国内统一刊号：CN44-0136）于1994年1月1日创刊，宗旨是“坚持正确舆论导向，面向市民，为湛江‘两个文明’建设服务”。

## 旧版块栏目
- 要闻
- 社会新闻
- 国内新闻
- 国际新闻
- 经济新闻
- 焦点
- 都市生活
- 本周刊
- 证券
- 娱乐新闻

## 改版
2004年9月1日，《湛江晚报》正式改版增版。增版后，周一至周五每天出24版，周六、周日每天出16版，新闻信息量大幅增加实施的重大改革，由原对开八版改、扩至24版加长“小黄金报型”后，以其版面新颖美观，内容丰富多彩，可读性、娱乐性、趣味性、知识性、服务性大大增强等特点，吸引了广大市民。

## 新版块栏目
- 导读
- 城事·重点
- 城事·民生
- 城事·社会
- 城事·快报
- 城事·报料
- 城市·经济
- 广东·点击
- 北部湾
- 中国·热点
- 中国·资讯
- 国际·热点
- 国际·资讯
- 车市周刊
- 车市周刊·车河
- 健康专版
- 专版
- 福彩
- 证券
- 城事·社区
- 信息
- 揭秘
- 体育·综合
- 体育·图说
- 娱乐·看点
- 娱乐·声色
- 旅游
- 网事